# Centaurea onopordifolia
Centaurea onopordifolia — вид рослин роду волошка (Centaurea), з родини айстрових (Asteraceae).

## Біоморфологічна характеристика
Гемікриптофіт. Листки розсічені; прилистки відсутні. Квіточки оранжеві й жовті. Період цвітіння: червень, липень, серпень.

## Середовище проживання
Країни проживання: Ізраїль (гора Гермон), Ліван, Сирія. Населяє чагарникову рослинність.